# Governatorato di Tunisi
Il governatorato di Tunisi è uno dei 24 governatorati della Tunisia. Venne istituito nel 1956 e ha capoluogo Tunisi, capitale del paese.

## Municipalità
Fanno parte del governatorato le seguenti municipalità:
- Cartagine
- La Goletta
- La Marsa
- Il Bardo
- Le Kram
- Sidi Bou Saïd
- Sidi Hassine
- Tunisi

## Geografia antropica

### Suddivisioni amministrative
Il governatorato è diviso in 21 delegazioni, a loro volta suddivise in 161 settori.
- Bab El Bhar
- Bab Souika
- Cartagine
- El Khadra
- Djebel Djelloud
- El Hrairia
- El Kabaria
- El Menzah
- El Omrane
- El Omrane superiore
- El Ouardia
- Ettahrir
- Ezzouhour
- La Goletta
- La Marsa
- La Médina
- Le Bardo
- Le Kram
- Sidi El Béchir
- Sidi Hassine
- Séjoumi